# Comanche (Pacajes)
Comanche ist eine Ortschaft im Departamento La Paz im südamerikanischen Anden-Staat Bolivien.

## Lage im Nahraum
Comanche ist zentraler Ort des Municipios Comanche in der Provinz Pacajes. Die Ortschaft liegt auf der bolivianischen Hochfläche auf einer Höhe von 4042 m an der Bahnlinie La Paz – Arica.

## Geographie
Comanche liegt zwischen den Gebirgsketten der Cordillera Oriental und der Cordillera Central im andinen Trockenklima des Altiplano. Die Region weist ein ausgeprägtes Tageszeitenklima auf, bei dem die mittleren Temperaturschwankungen im Tagesverlauf deutlicher ausfallen als im Verlauf der Jahreszeiten.
Die mittlere Jahrestemperatur beträgt 7 °C, die Monatswerte schwanken nur unwesentlich zwischen 4 °C im Juli und 8,5 °C im Dezember (siehe Klimadiagramm Comanche). Der durchschnittliche Jahresniederschlag beträgt etwa 560 mm, die Monatsniederschläge liegen zwischen unter 10 mm in den Monaten Mai bis August und knapp über 100 mm im Januar und Februar.

## Verkehrsnetz
Comanche liegt in einer Entfernung von 78 Straßenkilometern südwestlich von La Paz, der Hauptstadt des Departamentos. Von La Paz aus führt die Nationalstraße Ruta 2 zur Nachbarstadt El Alto, von dort die Ruta 19 in südwestlicher Richtung über Viacha Richtung Caquiaviri und weiter nach Charaña an der chilenischen Grenze. Dreißig Kilometer südlich von Viacha verlässt die Ruta 19 die parallel führende Bahnlinie und überquert das Flusstal nach Westen hin, von hier aus führt eine unbefestigte Straße entlang der Bahnlinie weitere dreizehn Kilometer nach Süden bis Comanche und weiter nach Coro Coro.
Der Bahnhof Comanche liegt an der Bahnstrecke Arica–La Paz.

## Bevölkerung
Die Einwohnerzahl der Ortschaft ist zwischen den beiden letzten Volkszählungen um etwa ein Zehntel zurückgegangen:
| Jahr | Einwohner | Quelle       |
| ---- | --------- | ------------ |
| 1992 | 465       | Volkszählung |
| 2001 | 410       | Volkszählung |
| 2012 | 492       | Volkszählung |
| 2024 |           | Volkszählung |

Die Bevölkerung der Region gehört vor allem dem indigenen Volk der Aymara an, 96,6 Prozent der Einwohner des Municipio Comanche sprechen Aymara.